# Боева, Наталья Ивановна
Наталия Ивановна Боева (укр. Наталія Іванівна Боєва, род. 14 июня 1951, Сталино) — украинский композитор. Член Национального союза композиторов Украины (1986). Заслуженный деятель искусств Украины (1996). Лауреат премии областного Фонда культуры им. И.Паторжинского (1994), дважды лауреат премии облгосадминистрации «За достижения в развитии музыкального искусства Запоржского края» (2001, 2016), лауреат X юбилейного областного конкурса «Господиня свого краю» в номинации «Женщина — работник культуры и искусства» (2011), орден «За заслуги перед Запорожским краем» III степени (2011). Окончила Киевскую консерваторию (1977; кл. А. Штогаренко). Работала в Запорожской областной филармонии: музыкальный редактор, помощник главного режиссёра, художественный руководитель (1987-92), преподавала в Запорожской детской музыкальной школе (1992-95), с 1995 — в Запорожском музыкальном училище. 1996—2006 — преподаватель музыкально-теоретических дисциплин в Запорожском музыкальном училище им. П. И. Майбороды. 2006—2016 — руководитель музыкальной части в Запорожском областном украинском академическом музыкально-драматическом театре им. В. Магара. Творчеству Боевой присущи лирический тип высказывания, основа на украинской фольклорной интонации.
Произведения:
- для симфонического оркестра: фортепианный концерт «Бабин Яр» (1985), фортепианный концерт № 2 (2012), скрипичный концерт № 1 (1991), скрипичный концерт № 2 (2021), поэма «Урочистий спів» (1995), триптих «Судна ніч» (1995), фантазия «Вічне життя» (1996), пассакалия на тему украинской народной песни «Закувала зозуленька…» (1998); элегия для альта з оркестром «Пам’яті Вчителя» (2002); диптих для органа с оркестром (2013), сюита «Лигейя» по мотивам Э. По для сопрано, баритона, двух актёров и камерного оркестра, думка «Бандуристе, орле сизий!» (стихи Т. Шевченко) (2015), для баритона (2000), «Бондарівна» (стихи М. Вороного) (2010), «Молитва до дитини» (стихи Г. Лютого) три сонета У. Шекспира, три романса на стихи А.Олеся, П.Карманского;
- вокальные циклы для голоса и фортепиано: «Поет» (1981, стихи Е. Евтушенко и А. Блока), «Батьківщина» (1985, стихи М. Цветаевой), «Прощання» (стихи Г. Аполлинера), «Кохана, згадай мене…» (стихи Х. Хименеса);
- фортепианные произведения: сборник «Музичні вітання», «Фортепіанні твори» для одного та двох виконавців (2021), соната-баллада «Поліфонічний зошит» на теми украинских народных песен (1998, «Вокальні твори для голосу і фортепіано» (2020), «Вибрані вокальні твори та пісні» (2021), «24 стихотворения из Всемирной поэзии» (2021), песни на слова Г. Лютого[укр.], П. Ребра, Б. Олейника, Н. Нагнибеды, Т. Нещерет[укр.] и собственные стихотворения;
- мюзиклы по собственным либретто: «Історія, яка відбулася в місті Лад» (1995), «Старі та нові козацькі історії» (1998);
- музыка к 12 постановкам Запорожского музыкально-драматического театра: «Ой Боже, що то бажання може?» (1994, реж. В. Кошель), «Богдан Хмельницький» (1995, реж. А. Король), «Безіменна зірка» (1997, реж. В. Денисенко), «Кін IV» (2000, реж. А. Король), ."Без вини винні" (2008, Запорізькій академічний музично-драматичний театр ім. В. Г. Магара), «Мамай» (2008, реж. Е.Головатюк), «Апостол Андрій» (2010, реж. И.Борис), «Антігона…сни…» (2010, реж. Р. Проценко), «Загублена любов» (Т. Г. Шевченко. «Мати-наймичка».) (2011, реж. Е. Головатюк), «Івасик — Телесик» (2011, реж. Р. Проценко), «Новорічна примха принцеси» (2011, реж. Е.Головатюк), «Кіт у чоботях». Музична казка. (2012, реж. Р. Проценко)
- Участие в Международных музыкальных фестивалях «Киев Музик Фест», «Музичні прем'єри» : 1998, 2003, 2004, 2005, 2006, 2007, 2009, 2010, 2011, 2012, 2013, 2016, 2020, 2021